# Lepidodactylus bakingibut
Lepidodactylus bakingibut — вид геконоподібних ящірок родини геконових (Gekkonidae). Ендемік Філіппін. Описаний у 2021 році.

## Поширення і екологія
Lepidodactylus bakingibut відомі за кількома зразками, зібраними на горі Кагуа в провінції Кагаян на північному сході острова Лусон, в північній частині гірського хребта Сьєрра-Мадре, на висоті 685 м над рівнем моря. Вони живуть у вологих тропічних лісах.